# Eastern Front (Sudan)
Die Eastern Front (engl. für „östliche Front“) ist eine Koalition von Rebellenorganisationen im Osten des Sudan. Im Konflikt im Ostsudan steht sie der sudanesischen Zentralregierung in Khartum gegenüber. Ihr angeschlossen sind der Beja Congress, eine Organisation der Bedscha, die Rashaida Free Lions (eine Organisation der Rashaida) und die hauptsächlich in Darfur operierende JEM.
Bis Januar 2005 gehörte die südsudanesische Rebellenarmee SPLA zusammen mit dem Beja Congress und den Free Lions zur Eastern Front. Die SPLA verließ diese Koalition jedoch, nachdem sie den Sezessionskrieg im Südsudan gegen die Regierung mit einem Friedensabkommen beendet hatte. Die JEM, die im Darfur-Konflikt im Westen Sudans gegen die Regierung kämpft, nahm ihren Platz ein, auch um sich über ihr angestammtes Gebiet hinaus als nationale Bewegung zu positionieren.
Als Grund für ihren Kampf gegen die Zentralregierung führen sowohl der Beja Congress als auch die Free Lions die ungleiche Verteilung der Gewinne aus der Rohstoff-Gewinnung (Erdöl und Metalle, vor allem Gold und Eisenerz im Ostsudan) im Sudan und die „Marginalisierung“ des armen und unterentwickelten Ostsudan an. Wiederholt verübten Anhänger der Eastern Front Angriffe auf Regierungseinrichtungen wie etwa die Ölpipeline, die durch Ostsudan zum Hafen Port Sudan am Roten Meer verläuft. Im Januar 2005 tötete die Polizei in Port Sudan 17 Bedscha-Aufständische.
Die Regierung des an Ostsudan grenzenden Nachbarstaates Eritrea, wo ebenfalls Bedscha und Rashaida leben, unterstützte die Eastern Front, im Gegenzug zur Unterstützung islamistischer Kräfte in Eritrea durch die sudanesische Regierung. Die Mitgliedsorganisationen der Eastern Front unterhalten militärische Trainingslager auf eritreischem Gebiet. In Eritreas Hauptstadt Asmara begannen Anfang 2006 Friedensverhandlungen zwischen den Konfliktparteien in Ostsudan, um eine Eskalation des Konflikts zu verhindern. Hierbei wurde am 14. Oktober 2006 ein Friedensabkommen unterzeichnet; die Eastern Front erhielt Anspruch auf verschiedene Posten in der Regierung, die östlichen Bundesstaaten wurden finanziell bessergestellt und die Eastern Front demobilisierte ihre Kräfte.